# K239 Chunmoo
Beim K239 Chunmoo (koreanisch K239 '천무') handelt es sich um ein Mehrfachraketenwerfer-System auf Radfahrgestell (8×8) aus südkoreanischer Produktion. Die Typenbezeichnung der Streitkräfte Südkoreas lautet K239.

## Entwicklungsgeschichte
K239 Chunmoo, auch bekannt als K-MLRS (Kurzform von Korean multiple launch rocket system), sollte das erste moderne Mehrfachraketenwerfersystem sein, das gänzlich aus Südkorea stammt. Die Entwicklung begann im Jahr 2009, insgesamt wurden 131,4 Milliarden ₩ (damals ca. 112,8 Millionen US-Dollar) investiert. Die Raketen wurden vom südkoreanischen Hanwha-Mischkonzern und das Basisfahrzeug von Doosan Defense Systems & Technology (DST) entwickelt. Das südkoreanische Verteidigungsministerium orderte 2014 eine erste Tranche von 58 Chunmoo-Systemen, um US-amerikanische M270 MLRS zu ergänzen. Das MLRS wird nun von der ROK-Armee und der Südkoreanischen Marineinfanterie eingesetzt. Das System wird die veraltete K136 Kooryong ersetzen, die in den 1970er-Jahren entwickelt wurde und hinsichtlich Präzision der K-MLRS bei weitem unterlegen ist.

## Technik

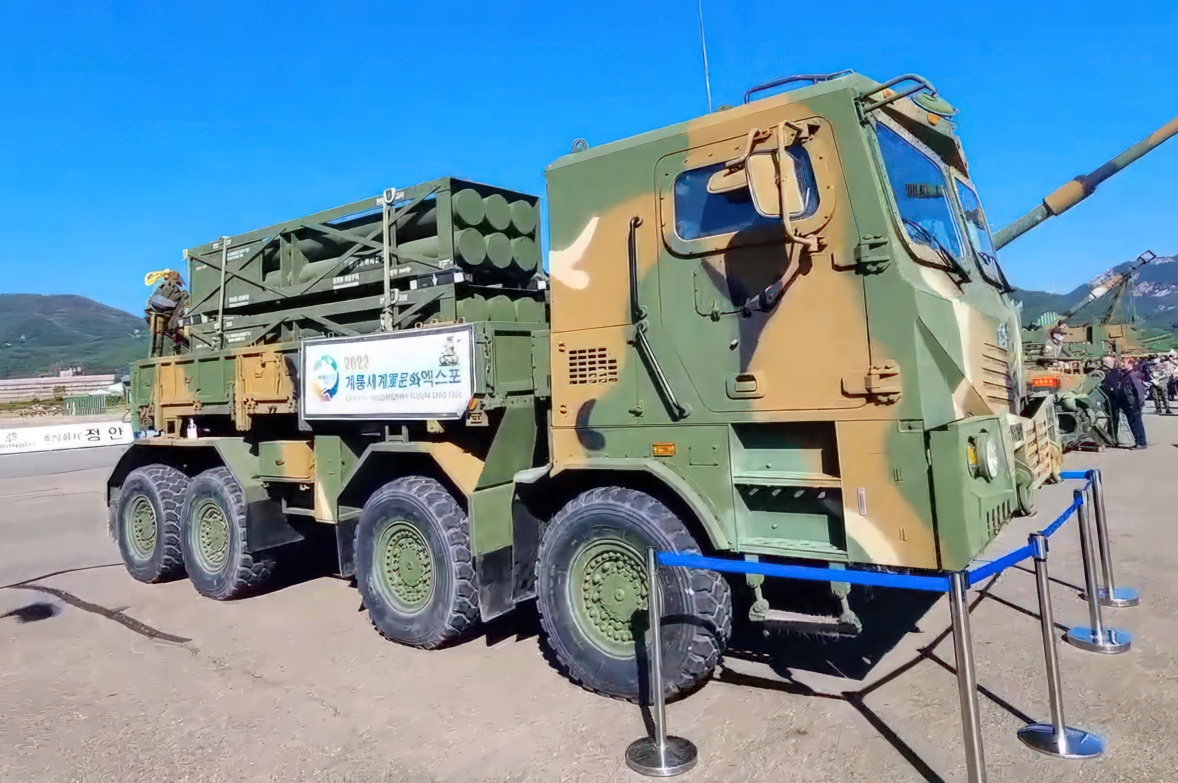
K239T Ammunition Support Vehicle (ASV)

### Fahrzeug
Das K239-Chunmoo-System basiert auf einem schweren Allrad-LKW-Fahrgestell (8×8) mit der Bezeichnung K239L („L“ für Launcher), das von Doosan DST produziert wird und von derselben entwickelt wurde. Das Chassis findet bisher nur beim Chunmoo Verwendung.
Der LKW wird von einem 340 kW starken wassergekühlten DV11K-Sechszylinder-Dieselmotor von Hyundai Doosan Infracore angetrieben. Die Höchstgeschwindigkeit auf der Straße beträgt 90 km/h bei einer maximalen Reichweite von 800 km.
Der LKW ist mit einer gepanzerten Kabine ausgestattet, die einer dreiköpfige Besatzung Schutz vor Handfeuerwaffen und Artilleriesplittern bietet. Des Weiteren gibt es einen ABC-Schutz. Das Fahrzeug kann Steigungen von 60 % überwinden und ist mit einem Antiblockiersystem (ABS), Reifen mit Notlaufeigenschaften und einem zentralen Reifendruckkontrollsystem ausgestattet. Jeder Chunmoo-Werfer ist mit einem K239T („T“ für Transporter) Ammunition Support Vehicle (kurz: ASV) „gekoppelt“, das das gleiche LKW-Fahrgestell verwendet und vier Nachlade-Raketencontainer mit sich führen kann und am Fahrzeugheck einen Kran für das Verladen hat. Eine Chunmoo-Batterie der ROK-Armee besteht aus 18 Fahrzeugen und verwendet einen K200A1 als Führungsfahrzeug. K239 Chunmoo ist mit einer Lockheed C-130 luftverlastbar.
Auf dem Fahrzeug ist ein Werfergestell für zwei rechteckige containerartige Transport- und Startbehälter montiert. In jedem der Behälter können sechs Raketen transportiert und auch daraus gestartet werden. Das Werfergestell lässt sich in Fahrtrichtung in der Horizontalen um 360° drehen sowie in der Vertikalen anstellen. Es können zwei verschiedene Arten von Raketenstartbehältern geladen werden.

### Raketen
Aus den beiden Transport- und Startbehältern können jeweils verschiedene Raketenkaliber abgefeuert werden:
- 20 × 130-mm-Raketen (ungelenkt) mit einer Reichweite von 36 km.
- 6 × 230-mm-Raketen mit einer Reichweite von etwa 80 km für die ungelenkte und 160 km für die gelenkte Variante.
- 6 × 239-mm-Lenkraketen mit entweder HE-Sprengkopf oder Streubomben, welche mit einer kombinierten GPS-/Trägheitsnavigation ausgestattet sind und Präzisionsschläge auf Entfernungen von bis zu 160 km ermöglichen sollen.[5]
- Das Chunmoo-System ist auch in der Lage, Kurzstreckenraketen des Typs KTSSM (Korea Tactical Surface-to-Surface Missile) abzufeuern. Die KTSSM hat je nach Variante eine Reichweite von etwa 120 bis 200 Kilometern. Sie ist mit einem hochpräzisen Lenksystem ausgestattet, das GPS, INS und eine geländefolgende Lenkung umfasst. Dadurch erreicht die Rakete eine hohe Genauigkeit mit einem CEP von weniger als zwei Metern.[2]

## Nutzer

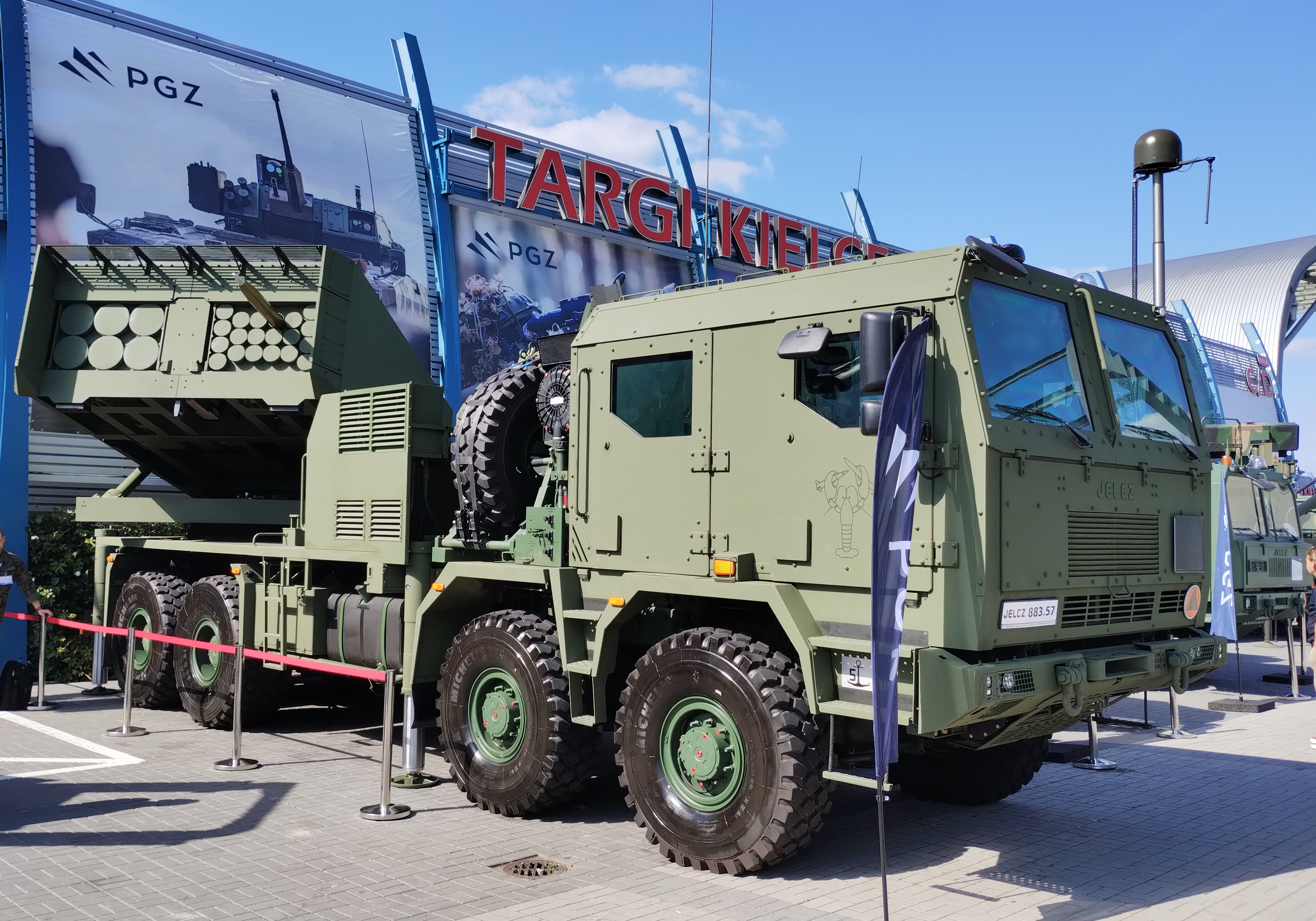
Prototyp eines polnischen K239 Homar-K auf Basis eines Jelcz-P883.57-LKW

- Südkorea: Mindestens 58 Chunmoo-Systeme im Einsatz.
- Polen: Polen hat 2022 beschlossen, weniger HIMARS-Systeme als ursprünglich geplant zu kaufen und stattdessen fast 300 K239 Chunmoo zu beschaffen. Diese werden auf heimischen Jelcz-8×8-LKW installiert sein und mit polnischer Kommunikationstechnik ausgestattet sein. Polen hat seinen HIMARS-Bedarf auf nur 200 Systeme reduziert, weil es Bedenken hinsichtlich der zu erwarteten Produktionsmengen gab.[6]
- Saudi-Arabien: Chunmoo-Mehrfachraketenwerfer wurden erstmals am 31. März 2023 in saudischen Diensten gesehen, als Generalstabschef Generalleutnant Fayyad bin Hamed al-Ruwaili Militäreinheiten besuchte, die zur Verteidigung der Grenze des Königreichs zum Jemen eingesetzt sind. Die Fahrzeuge trugen eindeutig die Hoheitszeichen der Saudischen Streitkräfte und die Nummern 878 und 885, was darauf hindeuten kann, dass wohl weitere Chunmoo beschafft worden sind.[7]
- Vereinigte Arabische Emirate: Während der Rüstungsmesse IDEX wurde bekannt, dass die VAE wohl mehrere Systeme beschaffen werden.[8]